# Gottfried Wagener

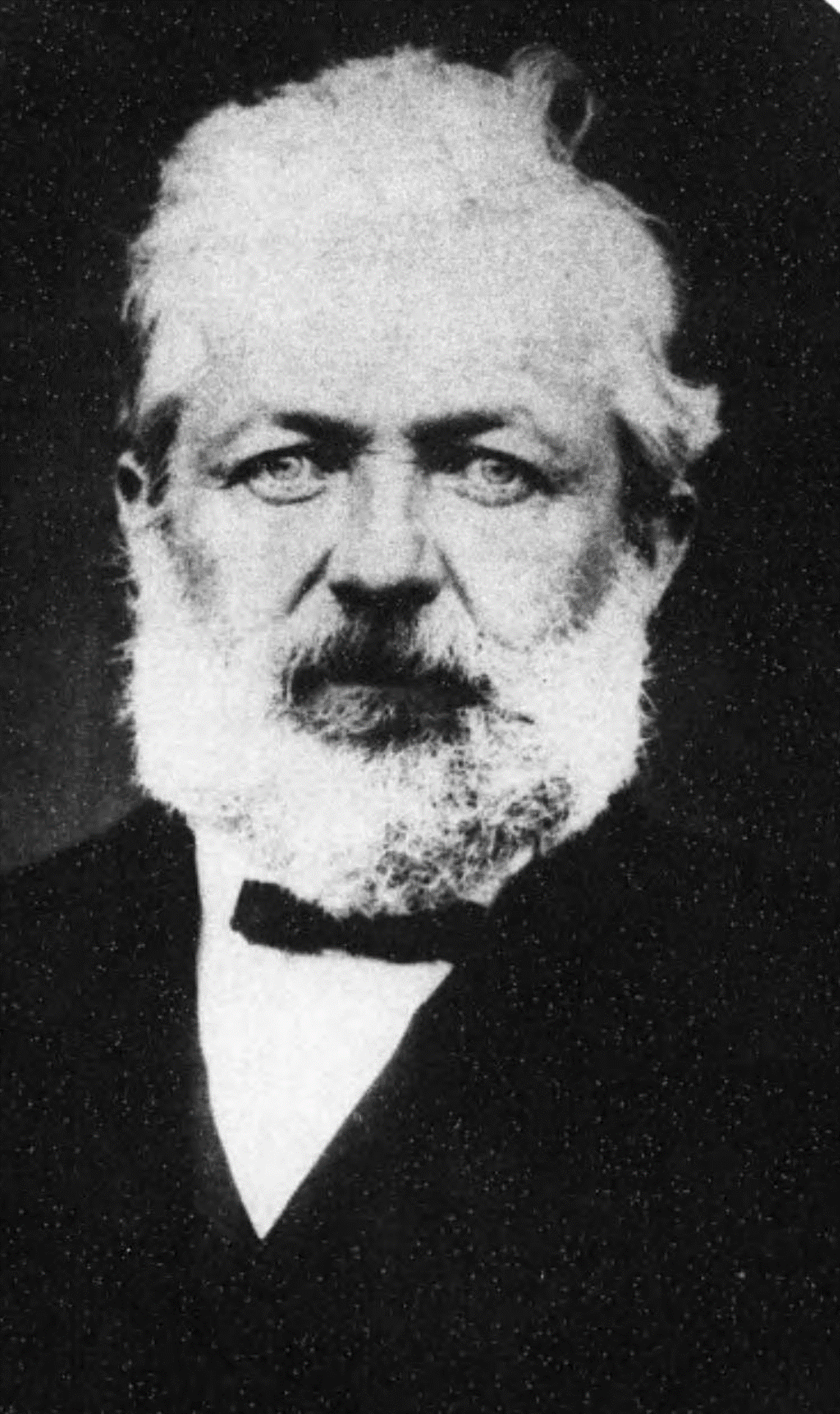
Gottfried Wagener

Gottfried Wagener (* 5. Juli 1831 in Hannover; † 8. November 1892 in Tokio) war ein deutscher Naturwissenschaftler und Techniker, der in Japan einen wesentlichen Anteil an der Entwicklung des dortigen Ingenieurstudiums hatte.

## Leben

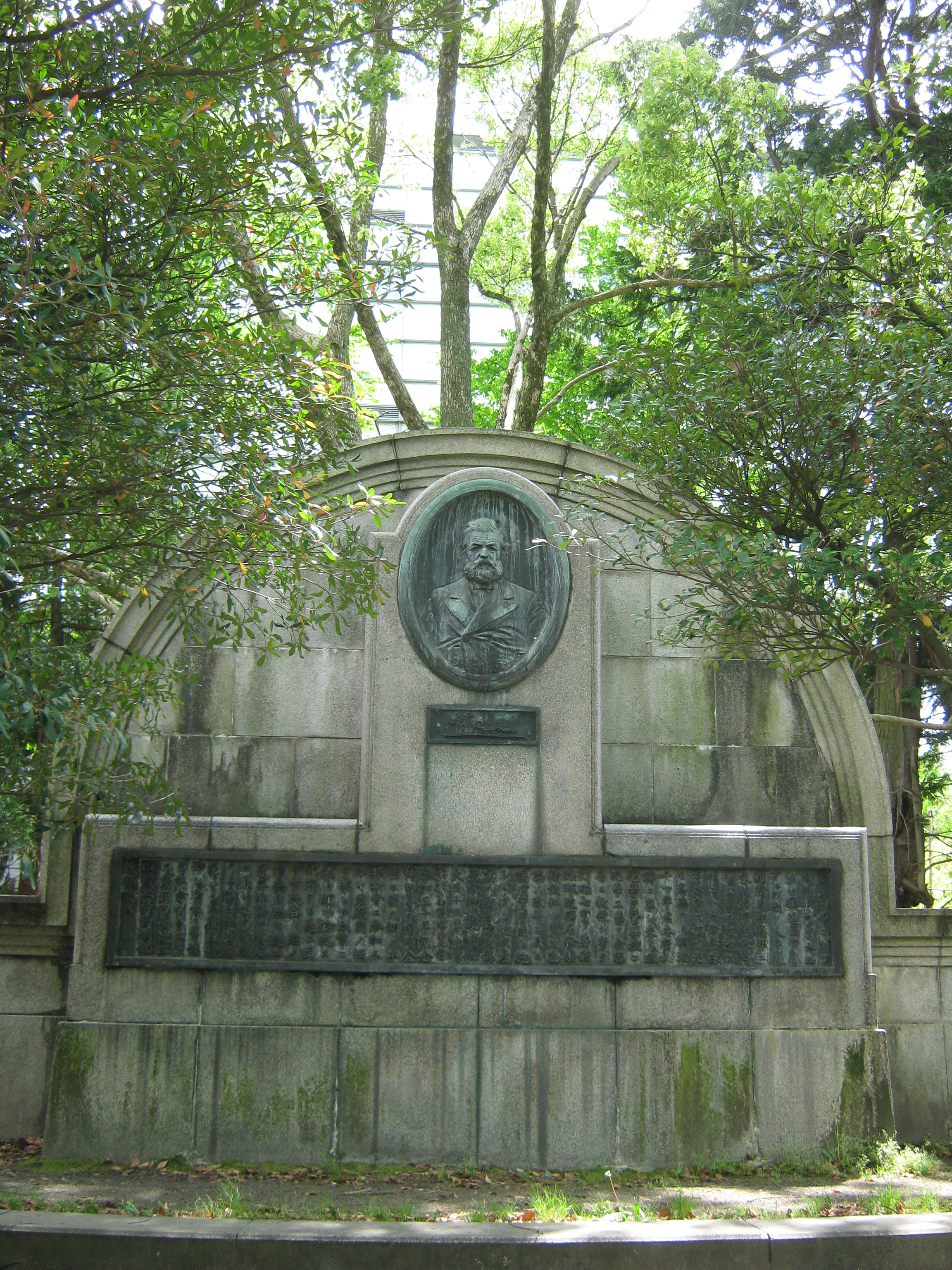
Denkmal zu Ehren Gottfried Wageners im Okazaki-Park in Kyōto

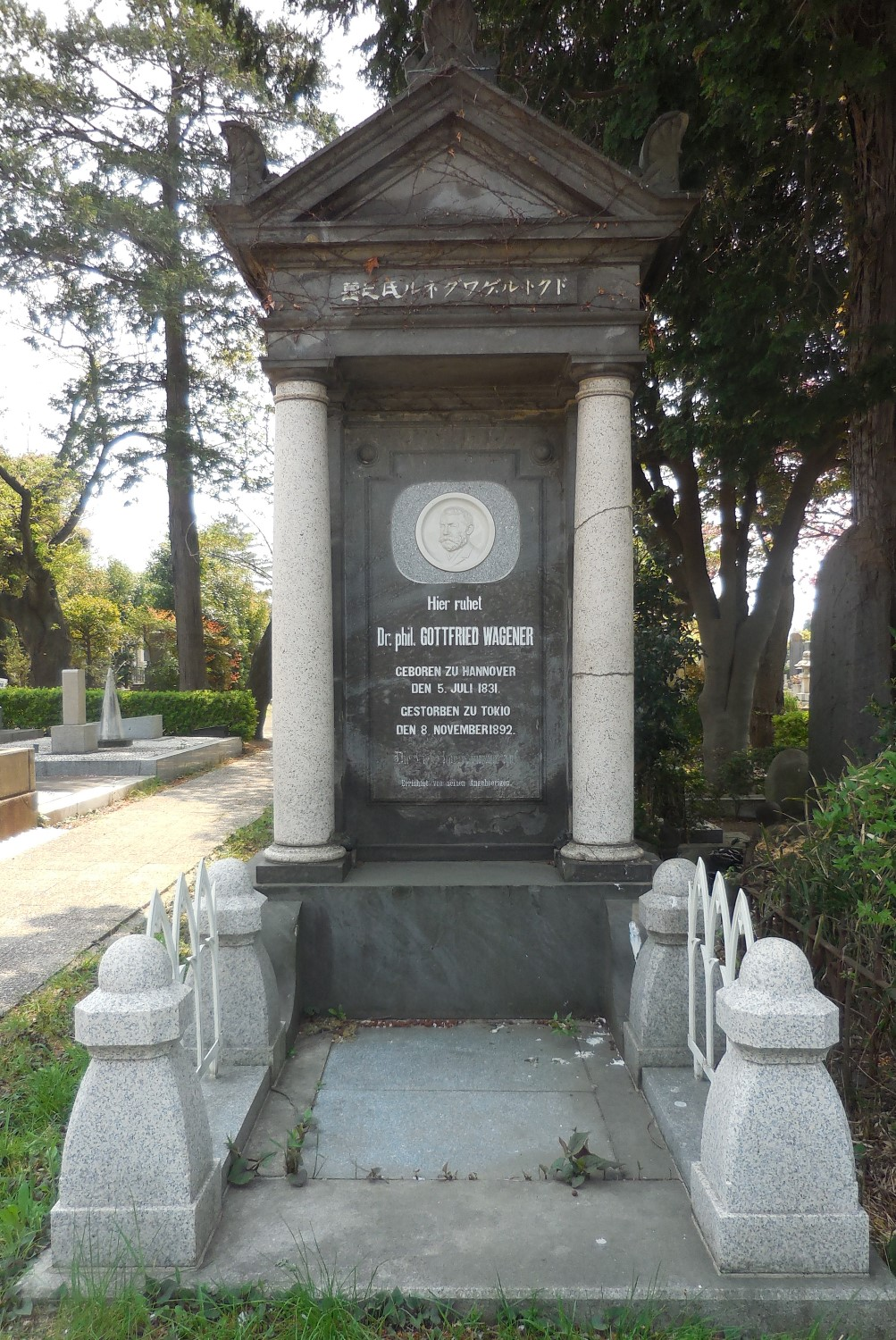
Grab Wageners (Aoyama-Friedhof)

Wagener studierte in Göttingen Mathematik, Physik, Chemie und Mechanik und machte 1851 das Oberlehrer-Examen. Das Thema dieser Arbeit „Darstellung der verschiedenen Methoden, die Beschleunigung der Schwere zu bestimmen“ führte ihn zu Problemen, die für die Seismologie bedeutsam sind. 1852 promovierte er zum Doktor der Philosophie in Göttingen. Von 1852 bis 1860 hielt er sich in Paris auf und von 1860 bis 1864 arbeitete er als Lehrer an einer technischen Lehranstalt in  La Chaux-de-Fonds.
1868 kam er im Dienste des amerikanischen Handelshauses Russel & Co. nach Nagasaki. Der Bruder der Firmeninhabers, John G. Walsh hatte Wagener veranlasst ihn nach Japan zu begleiten, um eine Seifenfabrik zu gründen. Das Unternehmen war ein Misserfolg. 1870 wurde er Berater des Gouverneurs von Hizen in Fragen der Keramik- und Porzellanherstellung. Ende März jenes Jahres baute er in dessen Auftrag  in Arita die ersten für Steinkohle eingerichteten Öfen für die lokale Porzellanmanufaktur.
Ende 1870 erhielt er eine Anstellung als Lehrer am Kaiseijo in Tokio, wo er neben Mathematik und Naturwissenschaften auch Deutschunterricht gab. Nach wechselnden Lehrtätigkeiten, so war er von 1878 bis 1882 Lehrer für Physik und Chemie an der medizinischen Schule in Kyōto, wurde er 1882 als Dozent an die aus dem Kaiseijo hervorgegangene „Ostschule“ Daigaku Tōkō (später Kaiserliche Universität) berufen. 1884 trat er in die Kunst- und Gewerbeschule Tokio als Hauptleiter der keramischen und glastechnischen Abteilung ein. Hier entfalteten sich seine Erfahrungen und Fähigkeiten am reichhaltigsten. Diese Stelle hatte er bis zu seinem Tode inne.
Wageners Wirken war für Japan von unschätzbaren Wert. Mit Rat und Tat arbeitete er an der Umstellung der traditionellen Industrie für den europäischen Markt. Hervorragende Dienste leistete er bei der Beteiligung Japans an der Weltausstellung 1873 in Wien. Der ungeahnte Erfolg dort ermunterte zur Teilnahme an der Weltausstellung 1876 in Philadelphia, zu der Wagener erneut als Beauftragter der japanischen Regierung entsandt wurde.
Zu seiner Zeit war Wagener die markanteste Gestalt in der Deutschen Gesellschaft für Natur- und Völkerkunde Ostasiens (OAG), deren Vorsitz er von 1883 bis 1886 innehatte. Das dankbare Gastland ehrte sein Gedächtnis: 1924 wurde in Kyōto ein Denkmal errichtet, 1937 ein Denkmal auf dem Gelände seiner 1929 zur Universität aufgestiegenen Einrichtung, dem Tokyo Institute of Technology (TIT), deren Gründungsmitglied er war.  Er starb in Tokio und liegt auf dem Aoyama-Friedhof begraben.
Seit 2008 verleiht das Deutsche Wissenschafts- und Innovationshaus Tokyo (DWIH Tokyo) an der DIHK in Japan jährlich den „Gottfried-Wagener-Preis“ als Innovationspreis für japanische Wissenschaftler.